# Cesarzowe rzymskie
Chronologiczna lista małżonek cesarzy rzymskich, noszących tytuł Augusty.

## Dynastia julijsko-klaudyjska(27 p.n.e. – 68 n.e.)

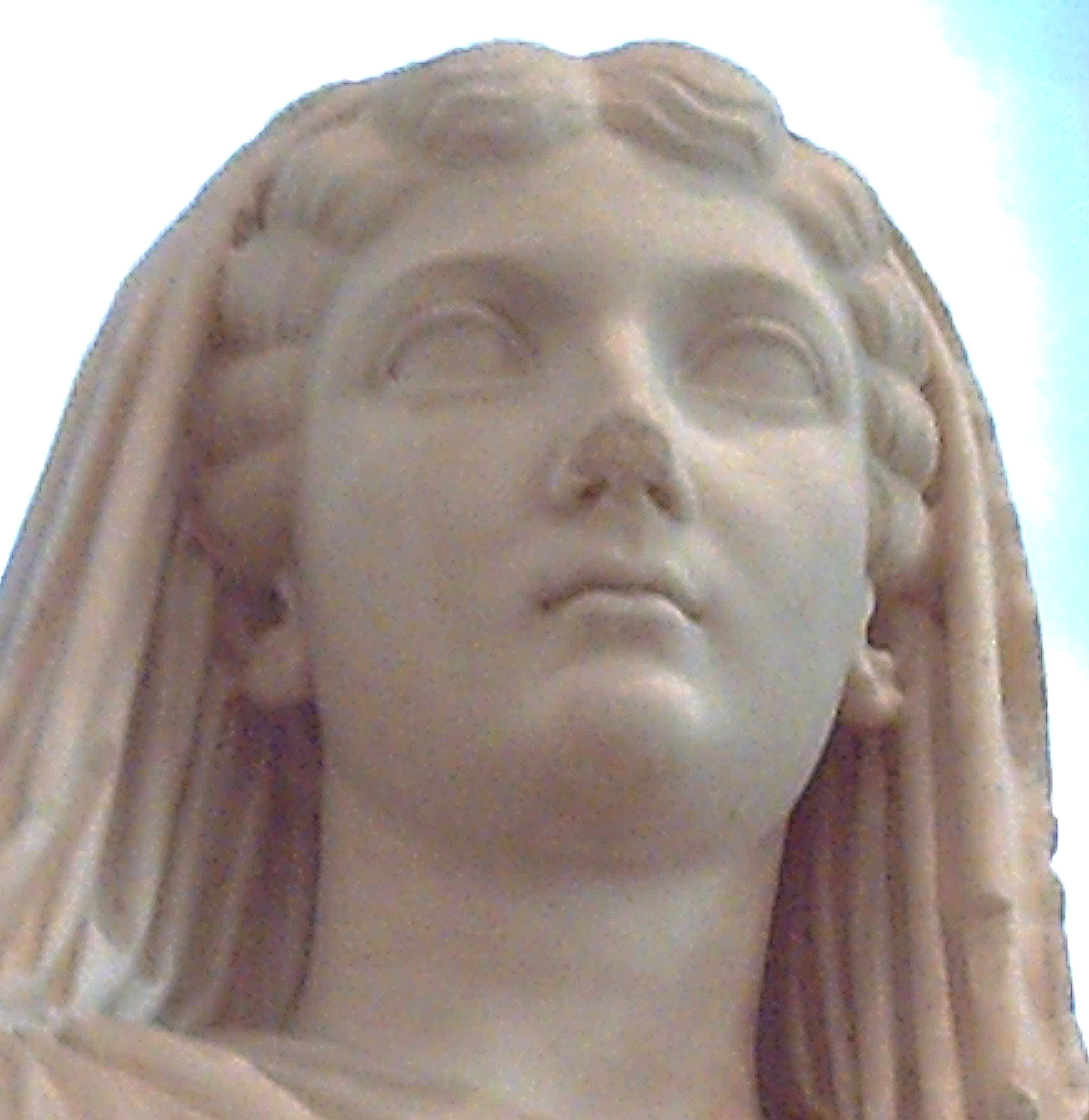
Liwia Druzylla

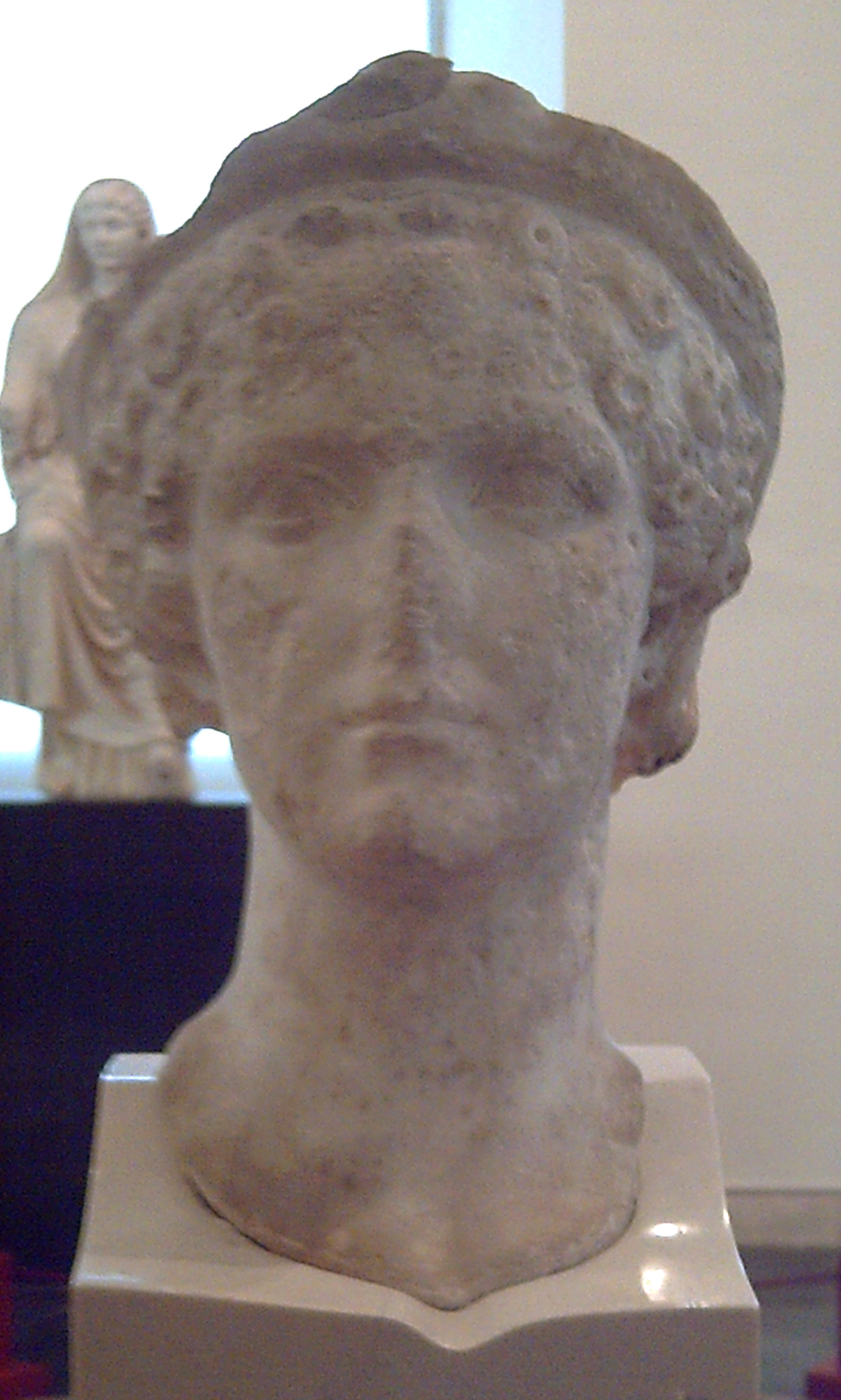
Agrypina Młodsza

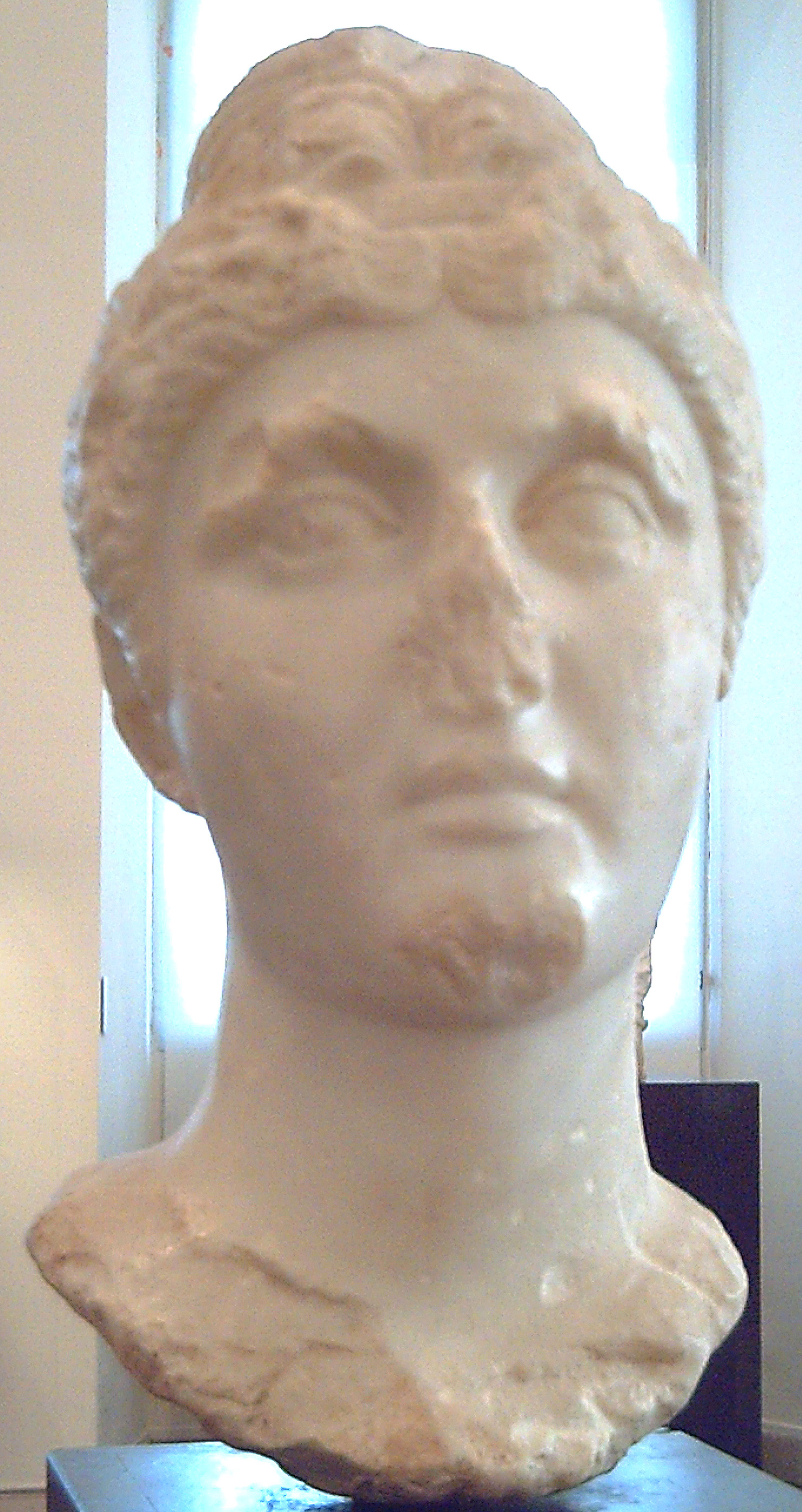
Faustyna Starsza

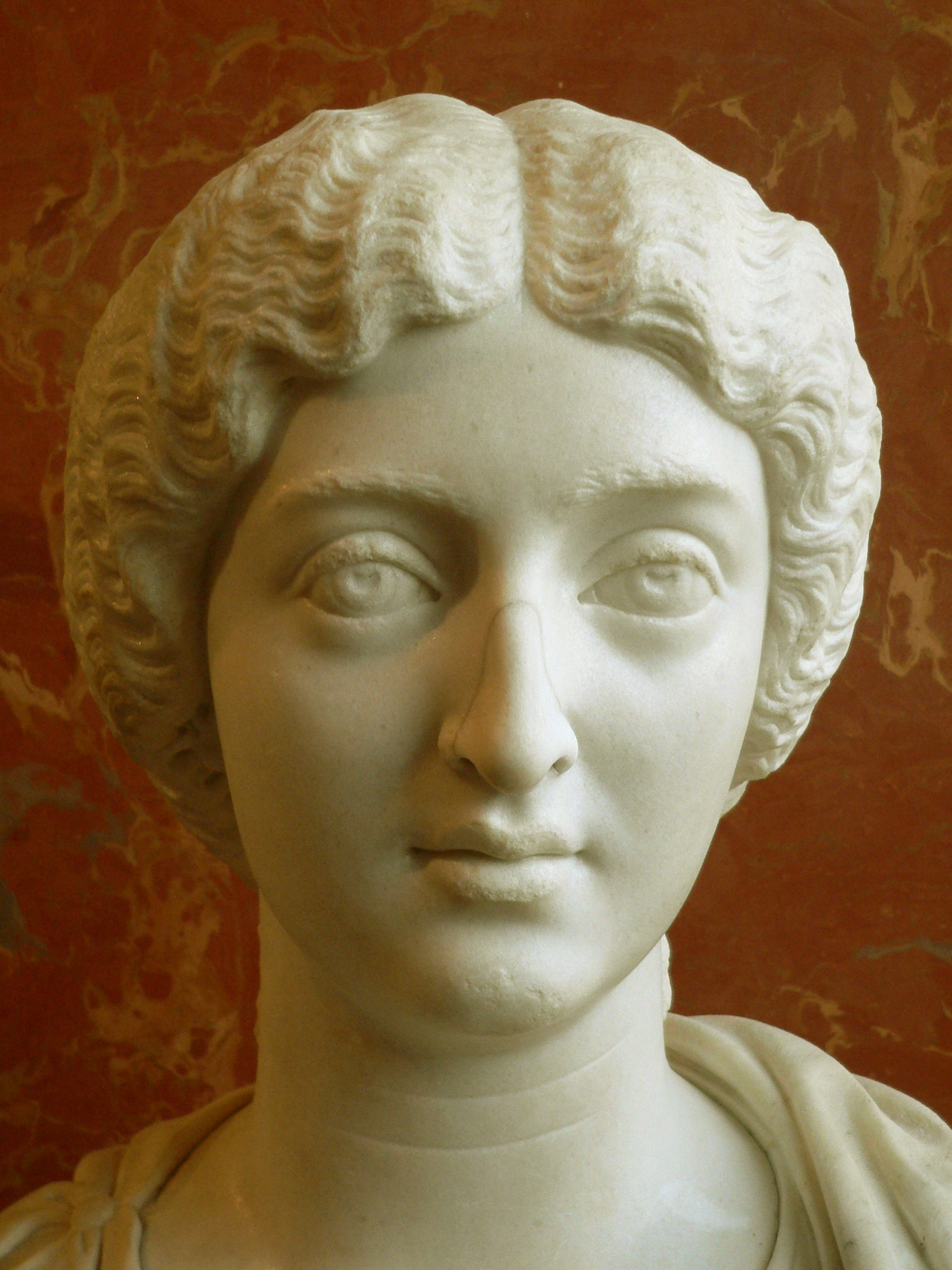
Faustyna Młodsza

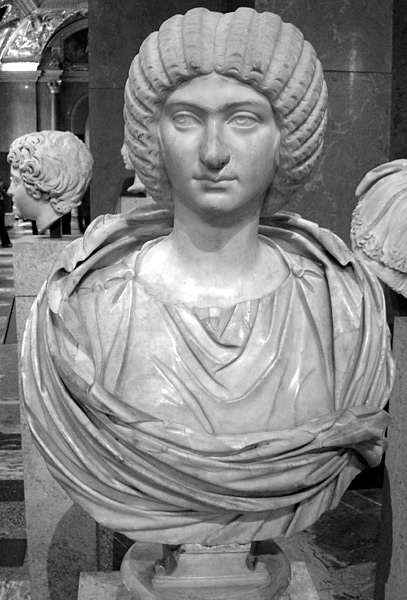
Julia Domna

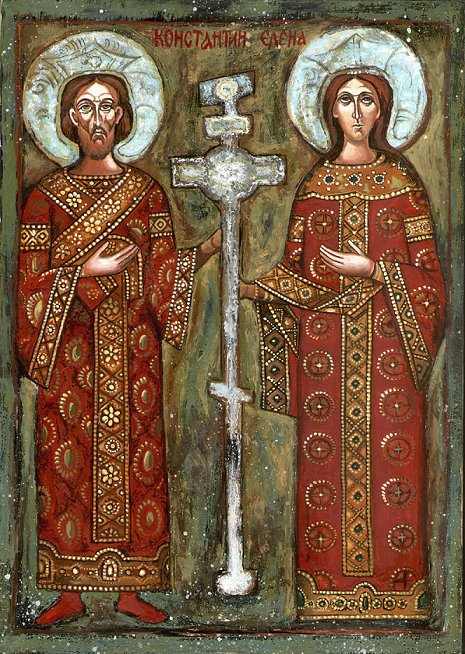
Konstantyn I i św. Helena

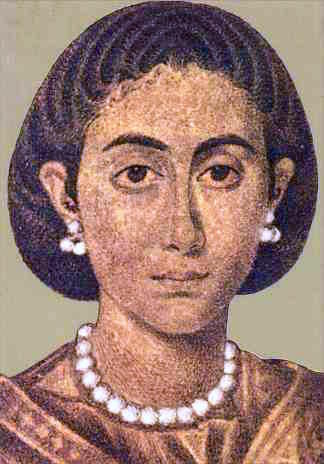
Galla Placydia

Placydia

- 27 p.n.e.–14 n.e. Liwia Druzylla, Livia Drusilla (58 p.n.e.–29 n.e), pierwsza cesarzowa rzymska, trzecia żona Oktawiana Augusta
- 37–38 Liwia Orestylla, Livia lub Cornelia Orestilla (Orestina), druga żona Kaliguli
- 38–39 Lollia Paulina, trzecia żona Kaliguli
- 39–41 Cezonia, Milonia Caesonia (zm. 41), czwarta żona Kaliguli
- 41–48 Waleria Messalina (zm. 48), trzecia żona Klaudiusza
- 49–54 Agrypina Młodsza, Iulia Agrippina Minor (15–59), czwarta żona Klaudiusza
- 54–62 Oktawia, Claudia Octavia (zm. 62), pierwsza żona Nerona
- 62–65 Poppea Sabina (ok. 30 – 65), druga żona Nerona
- 66–68 Statilia Messalina (zm. po 69), trzecia żona Nerona

## Rok czterech cesarzy(68–69)
- styczeń – grudzień 69 Galeria Fundana (zm. po 69), druga żona Witeliusza

## Dynastia Flawiuszy(69–96)
- 81–96 Domicja Longina, Domitia Longina (zm. po 126), żona Domicjana

## Dynastia Antoninów(96–192)
- 98–117 Plotyna, Pompeia Plotina (przed 70 – 122/123), żona Trajana
- 117–136/137 Sabina, Julia [?] Vibia Sabina (ok. 85 – 136/137), żona Hadriana
- 138–140 Faustyna Starsza, Annia Galeria Faustina Maior (ok. 100 – 140), żona Antoninusa Piusa
- 161–175 Faustyna Młodsza, Annia Galeria Faustina Minor (przed 130 – 175), żona Marka Aureliusza
- 164–169 Lucylla, Annia Aurelia Galeria Lucilla (149 – 182), żona Lucjusza Werusa
- 180–187 Kryspina, Bruttia Crispina (po 160 – ok. 187), żona Kommodusa

- styczeń – marzec 193 Tycjana, Flavia Titiana, żona Pertynaksa
- marzec – czerwiec 193 Manlia Skantylla, Manlia Scantilla, żona Dydiusza Juliana

## Dynastia Sewerów (Syryjska)(192–235)
- 193–211 Julia Domna, Iulia Domna (przed 170–217), druga żona Septymiusza Sewera
- 202–205 Plautylla, Publia Fulvia Plautilla (przed 190, 212), żona Karakalli
- 217–218 Nonia, Nonia Celsa, żona Makryna
- 218–220/221 Julia Paula, Iulia Cornelia Paula, pierwsza żona Heliogabala
- 221 Akwilia Sewera, Iulia Aquilia Severa, druga żona Heliogabala
- 221 Annia Faustyna, trzecia żona Heliogabala
- 221–222 Akwilia Sewera, ponownie
- 225–227 Orbiana, Gnaea Seia Herennia Sallustia Barbia Orbiana, żona Aleksandra Sewera

## Kryzys III wieku (235–284)
- 235 – 236 Paulina, Caecilia Paulina, żona Maksymina Traka
- 241 – 244 Trankwilina, Furia Sabinia Tranquillina, żona Gordiana III
- 244 – 249 Otacylia Sewera, Marcia Otacilia Severa (zm. ok. 249), żona Filipa I Araba
- 249 – 251 Herenia Etruscilla, (Annia) Herennia Cupressenia Etruscilla, żona Decjusza
- 253 Kornelia Supera, Gaia Cornelia Supera, żona Emiliana
- 260 – 268 Salonina, Iulia Cornelia Salonina, żona Galiena
- 270 – 275 Seweryna, Ulpia Severina, żona Aureliana
- 283 – 285 Urbika, Magnia Urbica, żona Karynusa

## Tetrarchiai dynastia konstantyńska (284–364)
- 284 – 305 Pryska, Prisca Valeria (zm. ok. 315), żona Dioklecjana
- 285 – 305 Eutropia (zm. po 325), żona Maksymiana
- 293 – 311 Galeria Waleria (zm. 315), druga żona Galeriusza
- 293 – 306 Teodora, Flavia Maximiana Theodora, żona Konstancjusza I Chlorusa
- 306 – 312 Maksymilla, Valeria Maximilla, żona Maksencjusza
- 307 – 326 Fausta, Flavia Maxima Fausta (ok. 290–326), żona Konstantyna I Wielkiego
- 308 – 325 Konstancja, Flavia Iulia Constantia (ok. 293 – ok. 330), żona Licyniusza
- 325 – 330 Helena, Flavia Iulia Helena, konkubina (lub żona) Konstancjusza I Chlorusa (tytuł augusty otrzymała od syna, Konstantyna I Wielkiego)
- 337 – ok. 361? Euzebia, Flavia Eusebia (zm. przed 361), druga żona Konstancjusza II
- 337 – 361 Faustyna (zm. po 366), trzecia żona Konstancjusza II
- 360? Helena Młodsza, Flavia Helena Constantia (zm. ok. 360), żona Juliana Apostaty
- 363 – 364 Charyto, Charito (zm. po 380), żona Jowiana

## Dynastia walentyniańska (364–392)
- 364 – ok. 370 Maryna Sewera, pierwsza żona Walentyniana I
- ok. 370 – 375 Justyna (zm. ok. 388), druga żona Walentyniana I
- 364 – 378 Domnika, Albia Domnica, żona Walensa
- 367 – 383 Konstancja, Flavia Constantia (zm. ok. 383), pierwsza żona Gracjana
- 383 Leta, druga żona Gracjana

## Dynastia teodozjańska (379–395)
- 379 – 386 Flacylla, Aelia Flavia Flaccilla (zm. 386), pierwsza żona Teodozjusza I Wielkiego
- 387 – 394 Galla, druga żona Teodozjusza I

## Cesarzowezachodniorzymskie(395–476)

### Dynastia teodozjańska (395–455)
- 395 – 404 Elia Eudoksja, żona Arkadiusza
- 398 – 407 Maria, pierwsza żona Honoriusza
- 408 Termancja, Aemilia Materna Thermantia (zm. 415), druga żona Honoriusza
- 421 Galla Placydia, Aelia Galla Placidia (ok. 390 – 450), żona Konstancjusza III
- 437 – 455 Licynia Eudoksja, Licinia Eudoxia (422 – 462), żona cesarzy Walentyniana III i Petroniusza Maksymusa

### Różne dynastie (455–476)
- ok. 467–472 Marcja Eufemia, Aelia Marcia Euphemia, żona Antemiusza
- 472 Placydia, Galla Placidia Valentiniana, żona Olibriusza
- 474–480 (od 475 tylko w Dalmacji), ?, żona Juliusza Neposa